# On Guard

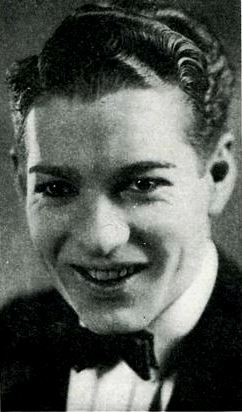
Cullen Landis, ator do seriado

On Guard é um seriado estadunidense de 1927, gênero drama, dirigido por Arch Heath, em 10 capítulos, estrelado por Cullen Landis e Muriel Kingston. Produzido e distribuído pela Pathé Exchange, veiculou nos cinemas estadunidenses a partir de 30 de janeiro de 1927. Foi registrado entre 12 de janeiro e 17 de março de 1927.
Este seraido é considerado perdido.

## Elenco
- Cullen Landis[4] - Bob Adams
- Muriel Kingston[5] - Betty Lee
- Louise Du Pre[6][7] - Catherine Nevens
- Walter P. Lewis - James Stagg
- Tom Blake - Sargento Major Murphy
- Charles Martin - Coronel King
- Edward Burns - Jackson
- Jack Bardette
- Gus De Weil
- Tom Poland
- Harry Semels
- George F. Kelley
- Hal Forde

## Capítulos
1. Enemies Within
2. Deception
3. Silent Evidence
4. The Sinister Warning
5. False Orders
6. Stolen Papers
7. Hidden Watchers
8. The Counterplot
9. The Air Battle
10. Foiled

Fonte: 